# Alberto Longoni (pittore)
Alberto Longoni (Milano, 24 agosto 1921 – Miazzina, 7 dicembre 1991) è stato un artista italiano.

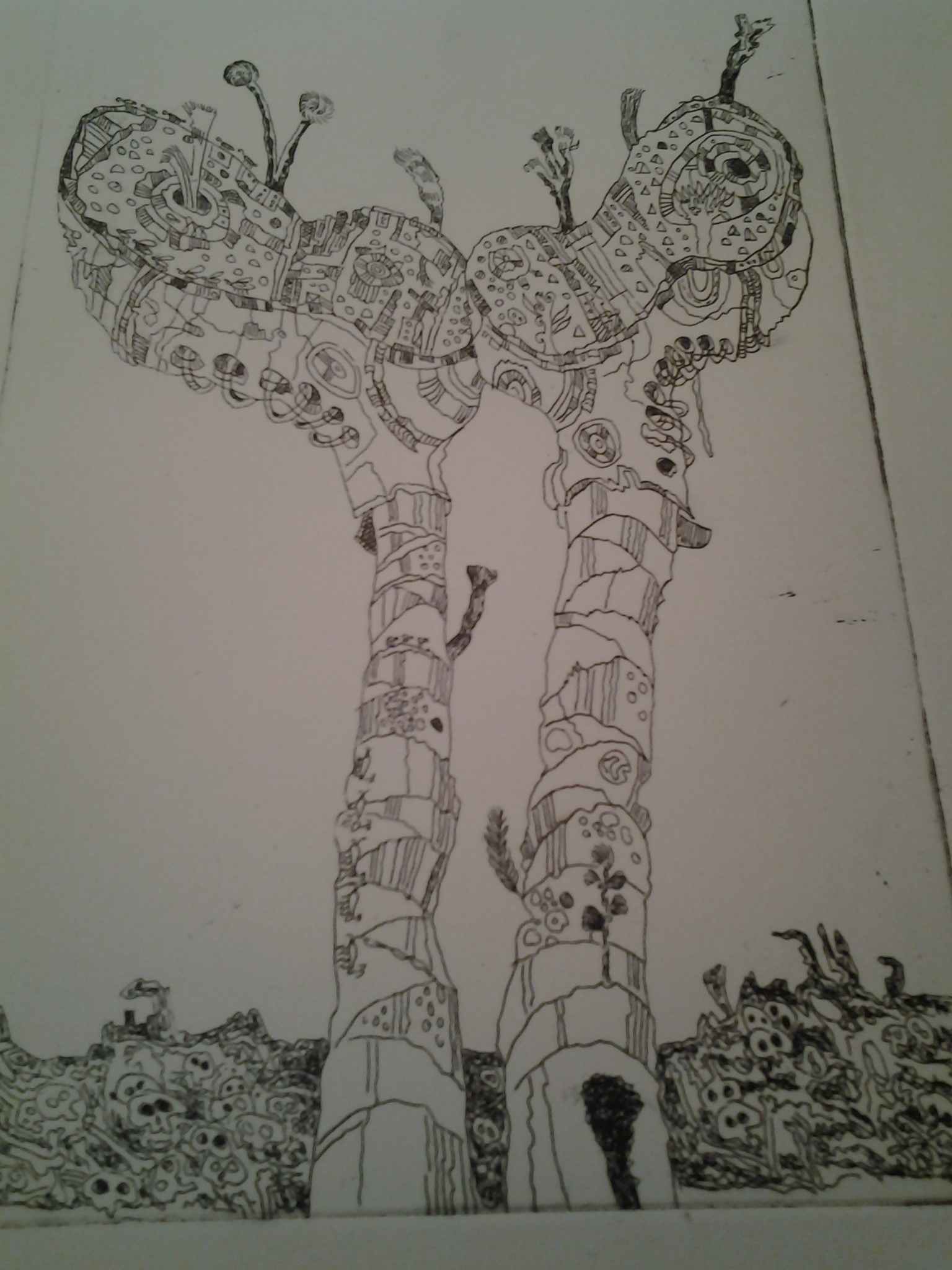

Fu artista eclettico: scrisse ed illustrò libri, eseguì incisioni, graffiti, dipinti, illustrò riviste italiane e straniere, copertine di dischi, realizzò multipli, ceramiche, sculture e collaborò all'architettura di giardini.

## Biografia

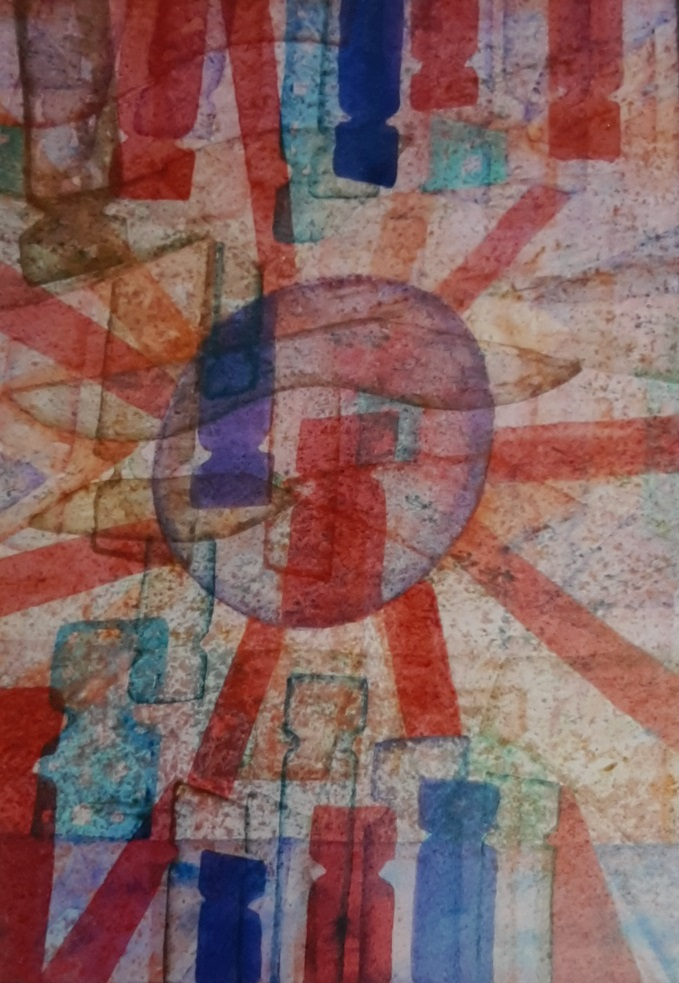
Coppia nel sole

Inizia a lavorare nel 1946 ed a disegnare e dipingere come autodidatta dopo il fallimento dell'impresa del padre e la morte di entrambi i genitori.
Arruolato in marina nel 1940, viene inviato a Creta dove tre anni più tardi viene fatto prigioniero dei tedeschi e portato in un campo di concentramento  di  Buchenwald Germania, dove incontrerà la moglie polacca Lidia Josepyszyn, con la quale tornerà a Milano alla fine della guerra, nel 1945.
Dal suo rientro in patria, per alcuni anni lavora di giorno in una impresa edile, dipingendo la sera. Dal 1953 diventerà questa sua seconda attività il centro della sua vita.
I riconoscimenti iniziano nel 1953 con il premio Trieste per la caricatura, poi il primo premio Manifesto gran premio dell'autodromo di Monza e altri. Pochi anni dopo, nel 1956 illustra Il giuoco delle perle di vetro di Hermann Hesse.
Diventa illustratore attraverso la carta stampata (riviste: Via dell'Automobil Club, Pirelli, Quattroruote, Imago, Humor Graphic, Playboy, Per la sposa, Europa Domani, Abitare, Le arti, Rivista IBM, Dramma). Successivamente illustra libri per adulti e per bambini e diventa lui stesso autore.
Realizza negli anni sessanta cento disegni che illustrano le novelle del Decameron di Boccaccio, e tutte le sovracoperte della collana Classici della letteratura italiana contemporanea, editi dalla Arnoldo Mondadori Editore.

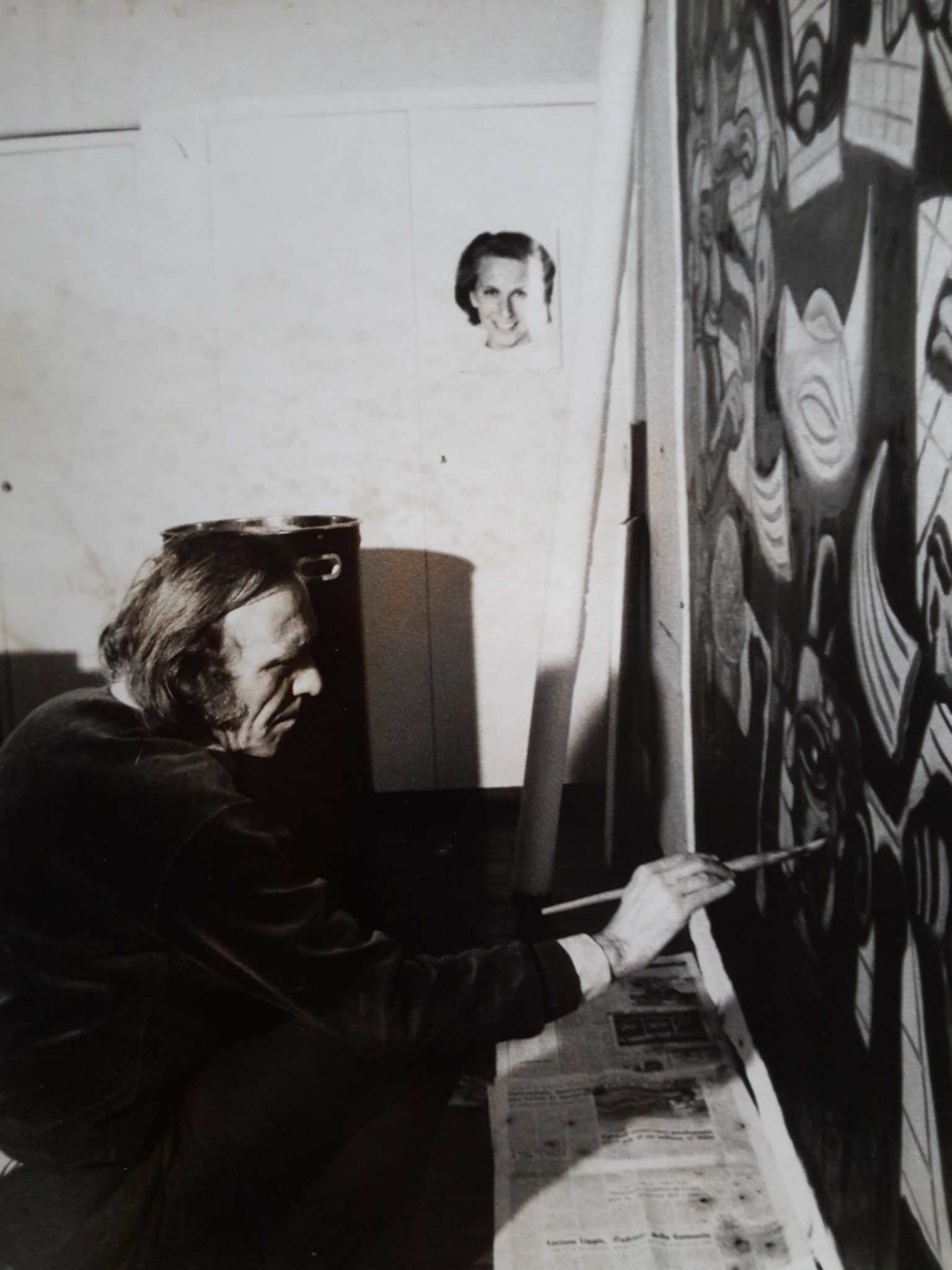
Alberto Longoni

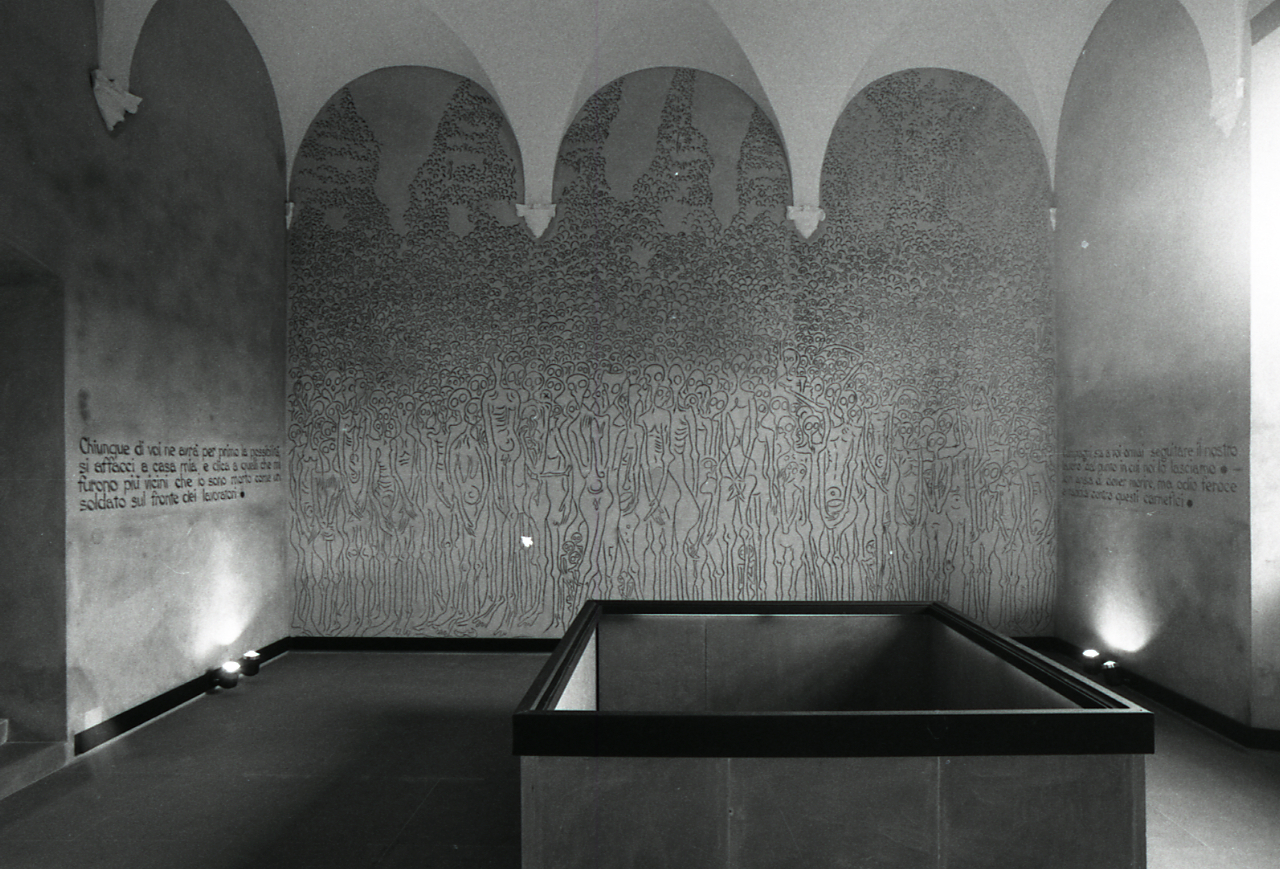
Graffito nel Museo-monumento al deportato politico e razziale, Carpi

Nel 1960 pubblica Chronik einer Basstrompete, parole e disegni di Longoni, con la casa editrice Buchergilde di Zurigo. Nel 1963 Le avventure di Pinocchio edito da Vallardi, di dimensioni fuori dal comune (50X 70) in bianco e nero, e da quel momento si dedica alle illustrazioni di libri per ragazzi fra i quali The curse of the dragon's gold di J. Hope-Simpson, Il paese dei maghi di Pinin Carpi, The story of Giovanni Fideli di Jessica Kirkland.

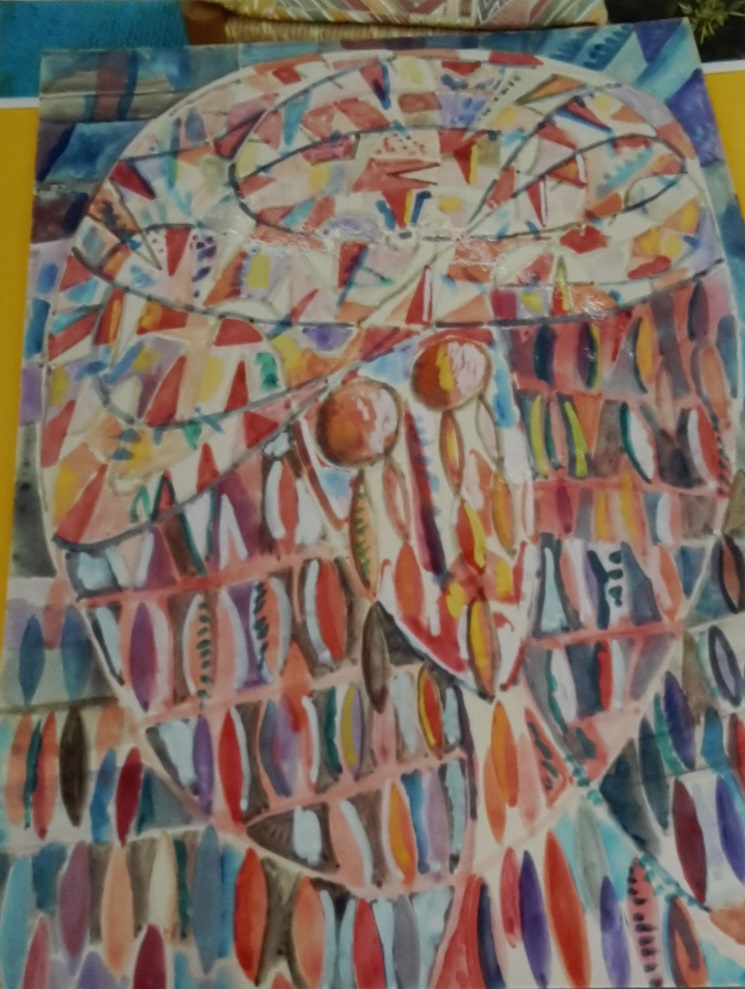
Testa di Cristo

Nel 1967 viene stampato da Bassoli su un unico grande foglio piegato La storia di un soldato, testo e illustrazioni di Longoni. Sempre nel 1967 illustra Bacco in Toscana di Francesco Redi.
Nel 1968 crea Beppe il pescatore, favola ambientata nei dintorni di Crodo e interamente narrata attraverso immagini con una poesia nella pagina finale del libro.
Nel 1971 inizia la collaborazione come illustratore con Emme Edizioni per libri per l'infanzia e pubblica Il tagliapietra, Parole come carte di Carlo Castellaneta, Il polipo e i pirati di Mario Soldati.
Nel 1974 crea cinque acqueforti accompagnate da un testo dell'autore, De Caliga.
Nel 1986 illustra Janiattini, Raccolta di poesie dialettali siciliane di Antonino Uccello. Sempre nel 1986 si trasferisce a Emo di Crodo e lascia Milano per ragioni di salute. 
Il suo ultimo lavoro è nel 1991 nel quale termina la sua attività con l'allegra filastrocca Nasone gran dormiglione edito dalla casa editrice Le Marasche. Muore il 7 dicembre 1991 a Miazzina, a causa di un'influenza maligna.
Nel 2001 Mostra nel Museo del Paesaggio a Verbania con la pubblicazione di un catalogo delle opere esposte. Nel 2008 viene pubblicata a cura del comune di Verbania, in occasione di una mostra di Longoni a Villa Giulia, la favola Il cavaliere che non sapeva di essere cavaliere di Elisa Longoni con le illustrazioni in bianco e nero del padre Alberto.

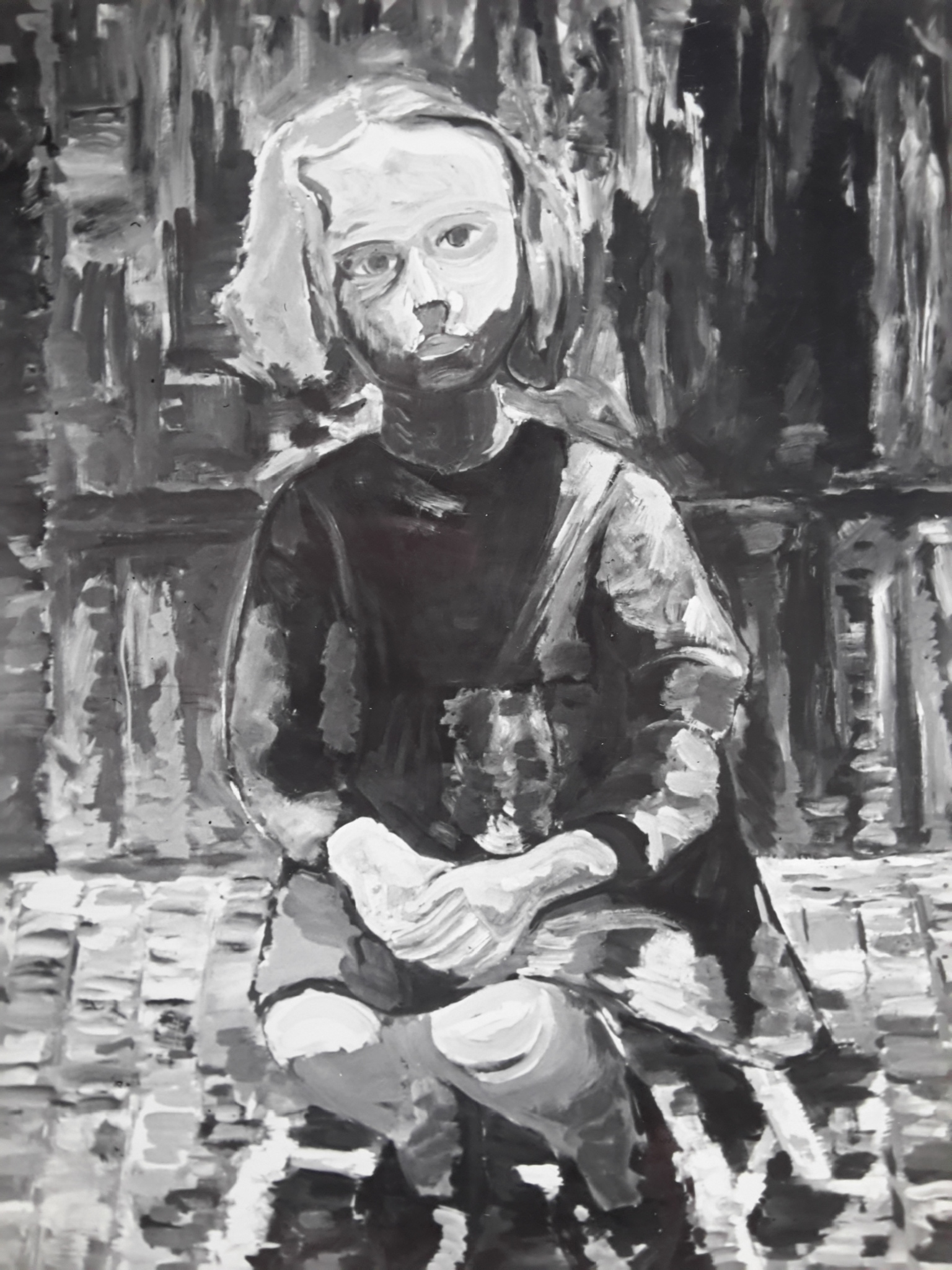
La figlia Elisa

Nel 2017 riedizione delle Avventure di Pinocchio a cura di Electa Mondadori edizioni.